# Miquel Llompart
Miquel Llompart (* 5. Februar 1916 in Llucmajor; † 15. Juni 1976 in Palma) war ein spanischer Radrennfahrer und nationaler Meister im Radsport.

## Sportliche Laufbahn
Llompart war Bahnradsportler. 1940 siegte er in der nationalen Meisterschaft im Sprint. Auch als Steher war er erfolgreich. 1941 errang er den nationalen Titel im Steherrennen. Auch die in Spanien ausgetragene Stehermeisterschaft hinter kommerziellen Motorrädern gewann er 1941. 1943 wurde er erneut Stehermeister.